# Башкаус
Башкаус — река в Республике Алтай, левый приток реки Чулышман. Длина реки 219 км, площадь бассейна 7770 км².
В честь реки названа система долин на Марсе.

## География
Башкаус начинается в восточном Алтае на юге Улаганского района Республики Алтай на границе с Кош-Агачским районом. Река вытекает из небольшого ледникового озера на восточной оконечности Курайского хребта у его стыка с хребтом Чихачёва, на высоте примерно 2525 м над уровнем моря. От истока течёт на запад, затем постепенно отклоняется на северо-запад. В середине течения в районе села Улаган начинает отклоняться к северу, и в низовьях уже течёт почти точно на север. После слияния с левым притоком Чебдаром незадолго до устья поворачивает к северо-востоку. Большая часть русла Башкауса пролегает в узкой глубокой долине между Курайским хребтом и Улаганским плато.
В 1989 году в нижнем течении Башкауса произошел мощный обвал горы правого берега, который запрудил реку и образовал озеро длиной 800 метров с торчащими из него мёртвыми деревьями.
Башкаус впадает в Чулышман на высоте 452 м над уровнем моря примерно в 12 км выше по его течению от села Балыкчи, за 20 км до впадения Чулышмана в Телецкое озеро. В устье имеет 35-50 м в ширину и глубину до 1 м, скорость течения 2,3 м/с.

## Притоки
В Башкаус впадает большое количество притоков, которые особенно многочисленны в его верхнем и среднем течении. Крупнейшие из них: Верхний Ильдугем, Нижний Ильдугем, Кубадру, Каракудюр, Аспатты, Чебдар — левые, Калбакая, Кумурлу, Артлаш, Большой Улаган, Ониш — правые.

## Гидрология
Среднегодовой расход воды — в 90 км от устья около села Улаган составляет 27 м³/с. Многолетний минимум стока наблюдается в феврале (1,93 м³/с), максимум — в июне (81,5 м³/с). За период наблюдений абсолютный минимум месячного стока (0,48 м³/с) наблюдался в феврале 1977 года, абсолютный максимум (204 м³/с) — в июне 1966.

## Инфраструктура
Бассейн Башкауса лежит полностью в пределах Улаганского района Республики Алтай. Долина Башкауса населена гуще соседнего Чулышмана: в среднем течении при слиянии с правым притоком Большой Улаган на реке расположен райцентр Улаган (нас. 2,5 тыс. человек) и село Чибиля; над ними — село Саратан; ниже — село Кара-Кудюр, возле устья — Кокбеш. В верховьях Большого Улагана расположено село Балыктуюль.
В Усть-Улагане реку пересекает мост на региональной автодороге Акташ — Улаган — Балыктуюль (Улаганский тракт), которая соединяет долину Башкауса с федеральной автотрассой М-52 Новосибирск — монгольская граница (Чуйский тракт). От Улагана вдоль реки вверх по течению также уходит дорога на Саратан. 
Благодаря своему горному характеру и большому количеству порогов, водопадов и других препятствий, Башкаус пользуется популярностью среди экстремальных туристов-водников: маршруты по Башкаусу и его притокам относятся к VI категории — высшей категории сложности, принятой в российском водном туризме.